# Shuangjie, Guangdong
Shuangjie (kinesiska: 双捷)  är en köping i sydöstra Kina. Den ligger i stadsdistriktet Jiangcheng i staden Yangjiang i provinsen Guangdong, omkring 200 kilometer sydväst om provinshuvudstaden Guangzhou. Antalet invånare är 22 121. Befolkningen består av 10 463 kvinnor och 11 658 män. Barn under 15 år utgör 18,0 %, vuxna 15-64 år 69 %, och äldre över 65 år 11,0 %.